# Cheap Records
Cheap Records – austriacka niezależna wytwórnia muzyczna założona w 1993 r. przez Patricka Pulsingera oraz Erdema Tunakana.
Wydawnictwo ukierunkowane jest na promowanie oraz wydawanie muzyki elektronicznej z gatunków techno, house, experimental oraz innych.

## Artyści związani z wytwórnią
- 550 Rondy
- August Engkilde
- Christopher Just
- Clatterbox
- Cube & Sphere
- Din
- Gerhard Potuznik
- Kentolevi
- Khan
- Louie Austen
- Loser
- LZ 130
- Nµwalker
- Philipp Quehenberger
- Reimann
- Robert Hood
- Sil Electronics
- Sluta Leta
- Sokol
- Také Rodriguez And His Exotic Arkestra
- Twinnie